# Mimonectes sphaericus
Mimonectes sphaericus is een vlokreeftensoort uit de familie van de Mimonectidae. De wetenschappelijke naam van de soort is voor het eerst geldig gepubliceerd in 1885 door Carl Erik Alexander Bovallius.